# Karmi (fils de Ruben)
Pour les articles homonymes, voir Karmi.
Karmi est un fils de Ruben fils de Jacob et de Léa. Ses descendants s'appellent les Karmites.

## Karmi et ses frères
Karmi a pour frères Hanok, Pallou et Hetsrôn,,,.

## Karmi en Égypte
Karmi part avec son père Ruben et son grand-père Jacob pour s'installer en Égypte au pays de Goshen dans le delta du Nil.
La famille des Karmites dont l'ancêtre est Karmi sort du pays d'Égypte avec Moïse.